# 西撒哈拉文化
居住在西撒哈拉的人民主要讲毛里塔尼亚阿拉伯语，小部分人使用西班牙语。他们大多拥有阿拉伯人与柏柏尔人的血统。
1975年时，西撒哈拉的识字率约为10%，而如今波利萨里奥阵线声称近90％的西撒哈拉人是接受过教育的。
迄今為止，由於政治形勢的原因，對西撒哈拉文化的相關研究很少。一些對於西撒哈拉語言和文化的相關研究，主要是由法國研究人員進行，而他們目前已經在毛里塔尼亞北部的薩哈拉維(Sahrawi)社區進行了研究。

## 社會

### 性別關係
在西撒哈拉文化中，美將會通過增肥而得以體現。結婚前，女性故意暴飲暴食並進行有限的運動40天，以吸引即將成年的丈夫。如果女性想在結婚後增加體重，將重複此過程。人們相信女性身體增重後穿上西撒哈拉的傳統服飾才能具有吸引力。

## 服飾
西撒哈拉人穿的衣服包括達拉(daraa)袍，女人則會戴上梅菲拉(mefhla)頭巾。